# Paul Betz
Paul Otto Ferdinand Betz (* 10. Juli 1895 in Harburg; † 10. Mai 1944 in Sewastopol) war ein deutscher Generalmajor im Zweiten Weltkrieg.

## Leben
Paul Betz trat nach dem Beginn des Ersten Weltkriegs Mitte August 1914 als Freiwilliger in die Preußische Armee ein, diente später als Fahnenjunker im Schleswig-Holsteinischen Pionier-Bataillon Nr. 9 und wurde Zugführer im 3. Rheinischen Pionier-Bataillon Nr. 30. Anfang August 1915 avancierte er zum Leutnant und erhielt im Kriegsverlauf neben beiden Klassen des Eisernen Kreuzes das Verwundetenabzeichen in Schwarz. Im November 1918 erfolgte die Rückversetzung in sein Stammbataillon und zum 31. Dezember 1918 die Entlassung aus der Armee.
1934 bemüht er sich um die Wiederaufnahme in die Armee und wird zum Auswahlkurs nach Wünsdorf, später zu einem Kurs nach Sperenberg kommandiert. Am 1. Oktober 1934 wurde Betz mit seiner Beförderung zum Hauptmann (RDA vom 1. Februar 1934) als Kompaniechef im Pionier-Bataillon Sperenberg in der Reichswehr angestellt. Nach dem Übergang in das Heer der Wehrmacht wurde sein Verband in Pionier-Bataillon 20 umbenannt und der 20. Infanterie-Division zugeteilt. Ab Mitte Oktober 1937 war er als Lehrer an der Kriegsschule in München tätig und stieg Anfang April 1939 zum Major auf. Nach dem Beginn des Zweiten Weltkriegs befand sich Betz kurzzeitig in der Führerreserve, wurde für einen Monat zum Stab des Militärbefehlshabers nach Posen versetzt und war ab Ende Oktober 1939 Leiter des technischen Lehrgangs an der Pionierschule II. Daran schloss sich Anfang Februar 1940 seine Ernennung zum Kommandeur des Pionier-Lehr-Bataillons 2 in Dessau-Roßlau an, welches Anfang 1941 das Pionier-Bataillon 900 aufstellte. Seit September 1940 Oberstleutnant, kommandierte er dieses Bataillon bei der 90. leichten Afrika-Division und ging mit diesem nach Afrika. 1942 folgte nach sechs Monaten in Afrika wieder sein Einsatz als Kommandeur eines Pionier-Lehr-Bataillons und er wurde dem Pionier-Regiment-Stab z. b. V. 700 im Kaukasus zugeteilt, dessen Kommandeur er wurde. Anschließend bildete er u. a. aus dem Feldausbildungs-Regiment 615 eine Kampfgruppe, wurde Führer der nach ihm benannten Kampfgruppe und zeitgleich 1943 Korps-Pionierführer des XXXXIX. Gebirgs-Korps. In dieser Eigenschaft wurde ihm am 10. Februar 1944 das Deutsche Kreuz in Gold verliehen.
Ab April 1944 war er Festungskommandant von Sewastopol und blieb Kommandeur seiner Kampfgruppe, welche u. a. aus zwei Infanterie-Bataillonen und sechs Flak-Batterien bestand. Mitte April 1944 konnte er mehrere Panzer- und Infanterieangriffe erfolgreich abwehren und verschaffte damit den deutschen Einheiten Entlastungen. Ab Mai 1944 war er bis zu seinem Tod mit der Führung der 50. Infanterie-Division beauftragt, welche er vom schwer verletzten Generalmajor Friedrich Sixt übernommen hatte. Er starb bei einem Tieffliegerangriff bei Sewastopol.
Nach seinem Tod wurde Betz am 28. Juni 1944 mit Rangdienstalter vom 1. Mai 1944 nachträglich zum Generalmajor befördert und am 16. Juni 1944 postum mit dem Ritterkreuz des Eisernen Kreuzes sowie am 29. Juni 1944 mit der Ehrenblattspange des Heeres ausgezeichnet.